# Verzorgingsplaats Leigraaf
Verzorgingsplaats Leigraaf is een Nederlandse verzorgingsplaats, gelegen aan de zuidzijde van de A15 Europoort-Bemmel tussen afritten 36 en 37 in de gemeente Overbetuwe.
Richting Bemmel:
Staeldiep · 
Portland · 
Ridderkerk · 
Steenenhoek · 
Veenbult · 
Molenkamp · 
De Mark · 
Overbroek · 
Leigraaf
Richting Maasvlakte:
Varakker ·
Eigenblok ·
Den Bout · 
Alblasserdam